# Los Coloraos
La Real, Muy Ilustre, Venerable y Antiquísima Archicofradía de la Preciosísima Sangre de Nuestro Señor Jesucristo, conocida popularmente como Los Coloraos, es la cofradía penitencial más antigua de la ciudad de Murcia (España) y de toda la diócesis de Cartagena, datándose su fundación en 1411. Su actividad más destacada es la procesión del Miércoles Santo durante la Semana Santa de Murcia.

## Historia
La fundación de la Archicofradía de la Sangre tuvo lugar el 11 de abril de 1411 en la Iglesia de Santa Eulalia, hecho vinculado a la presencia en Murcia de San Vicente Ferrer.
  

De la parroquia de Santa Eulalia la cofradía pasó en 1555 a la vecina iglesia del Convento de la Stma. Trinidad, donde se estableció por unos años, reapareciendo en 1589 en la iglesia del convento que los carmelitas calzados habían construido en el partido de San Benito, al otro lado del río Segura, en el actual barrio del Carmen.

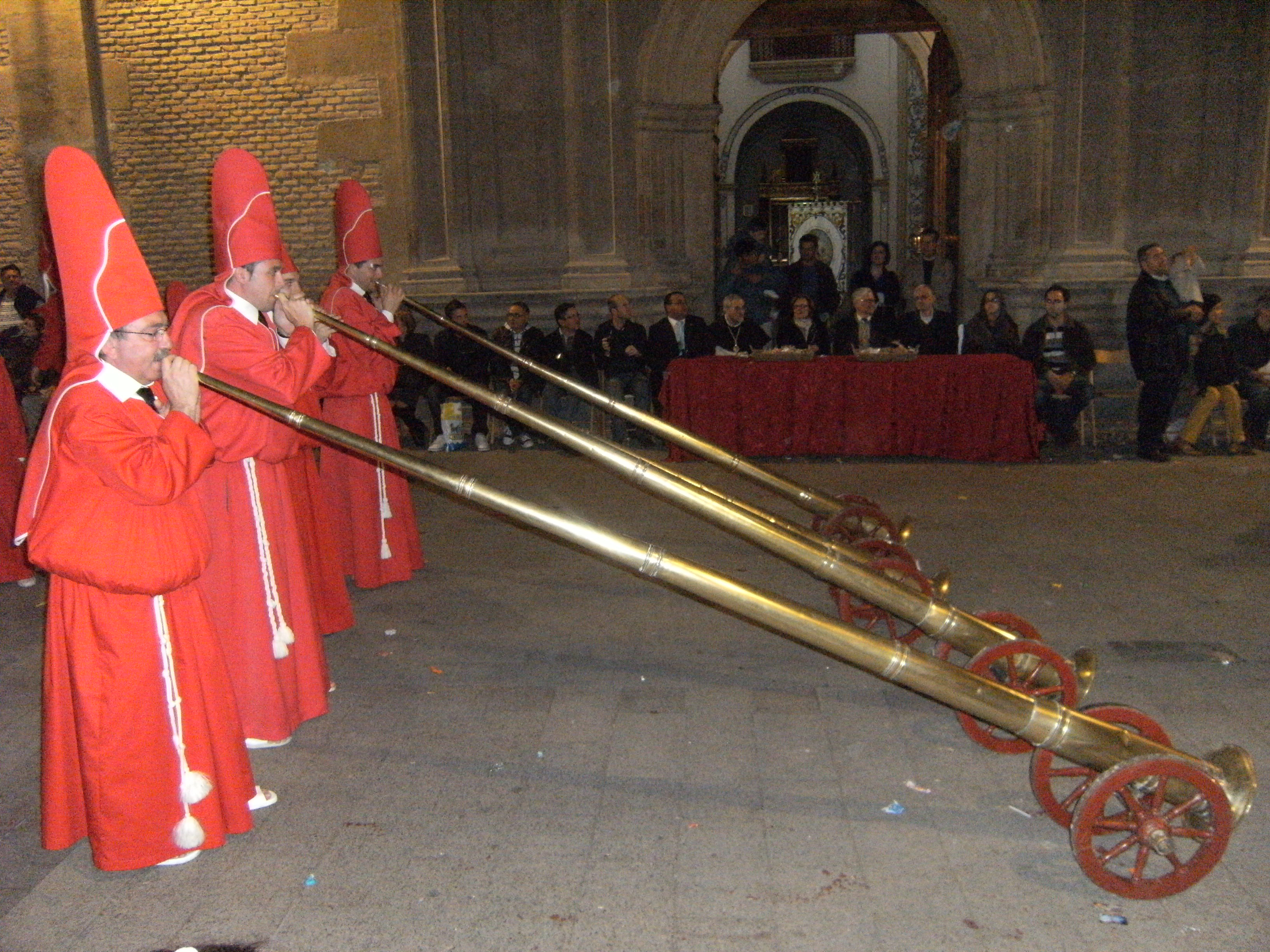
Carros-bocina de la Burla. Procesión del Miércoles Santo.

Sus primeras constituciones conocidas de 1603 no se han conservado, pero sí las de 1625, en las que se establecía que la procesión saldría la tarde del Viernes Santo tras el acto del desenclavamiento. Posteriormente pasó al Jueves Santo, siendo a partir de 1689 cuando comenzó a procesionar el Miércoles Santo, incorporándose a la cofradía la Hermandad de Labradores del partido de San Benito, con la Virgen de la Soledad como titular.
Las diferencias con los frailes carmelitas, debido principalmente a su deseo de cambiar la denominación de la cofradía, provocaron la adquisición de un nuevo titular, el paso contemplativo de la Preciosísima Sangre de Cristo, al prestigioso escultor Nicolás de Bussy en el año 1693. El artista estrasburgués ya había realizado con éxito el grupo de La Negación, en 1689, y más tarde talló también el grupo del Pretorio o Ecce-Homo, y una nueva Virgen de la Soledad.
En el año 1701, los roces entre frailes y cofrades y una gran riada que se llevó el puente que unía la ciudad con el barrio del Carmen dieron lugar al traslado de las imágenes a los conventos de San Antonio y la Merced, en primera instancia, y luego a la iglesia de Santa Eulalia, y a un largo y enojoso pleito que se dilató durante décadas y que concluyó con una Concordia y la redacción de unos nuevos Estatutos, donde los cofrades vieron reconocidos sus derechos y capacidad de gobierno de la institución, regresando en consecuencia al Carmen.
En los años finales del siglo XVIII, Roque López, discípulo de Francisco Salzillo, realizó dos pasos que enriquecerían el patrimonio artístico de la entidad: la Dolorosa, en 1787, que sustituyó a la Soledad de Nicolás de Bussy; y La Samaritana, en 1799.
El siglo XIX trajo consigo una serie de circunstancias que llevaron a la cofradía a subsistir con dificultad, como la Guerra de la Independencia, la abolición de los gremios en la Constitución de 1812 o la desamortización de Mendizábal, que desposeyó a los carmelitas de su convento. A pesar de ello, a partir de 1840 la cofradía vivió un nuevo impulso con la elaboración de nuevos pasos como el Lavatorio, Las Hijas de Jerusalén y San Juan Evangelista, por Santiago Baglietto, escultor genovés y continuador de la obra salzillesca, y El Tribunal de Herodes, de Francisco Sánchez Tapia y Pedro Franco (la mayoría de ellos fueron sustituidos a principios del siglo XX por obras de Juan Dorado o Sánchez Araciel).
Con una magna procesión en la que figuraban nueve pasos se llegó al año 1935, siendo ésta la última procesión anterior a la Guerra Civil, ya que en 1936 las cofradías murcianas no sacaron sus procesiones a las calles. Durante el conflicto bélico, y sobre todo en sus primeros días, una gran parte del tesoro artístico de la Cofradía quedó destrozado durante el saqueo de la Iglesia del Carmen, realizándose en la posguerra un largo proceso de reconstrucción.
A partir de 1980 la entidad comenzó a organizar otra procesión, la actualmente llamada Procesión de la Soledad del Calvario, que quiso rendir culto a la antigua advocación mariana que desfiló con la institución. La Archicofradía vivió durante el 2011 los actos conmemorativos de su VI Centenario.
A finales de 2018 quedó inaugurado el Museo Cristo de la Sangre en el antiguo colegio del Carmen, donde se expone el rico patrimonio de la archicofradía.

## Procesiones

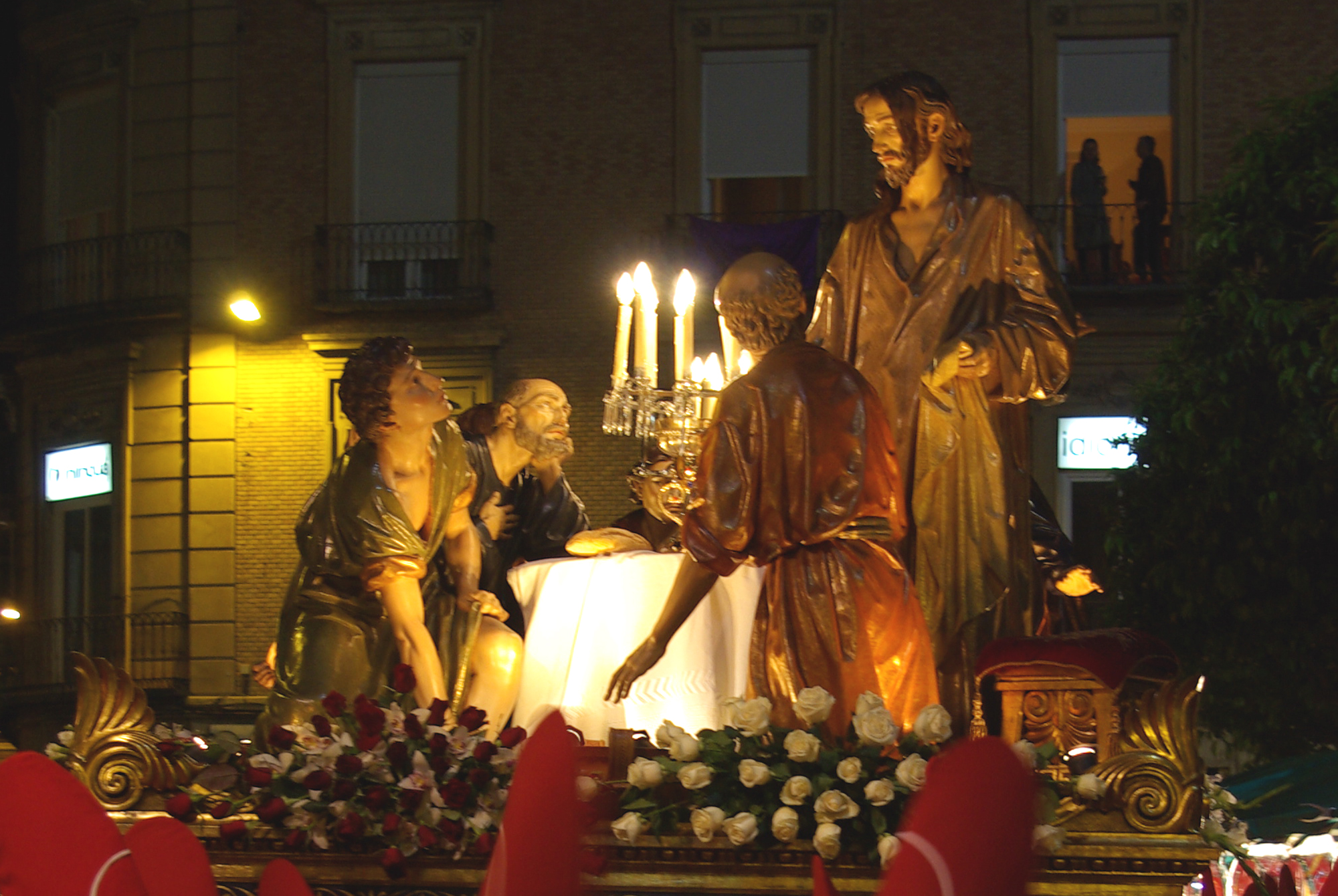
El Lavatorio. Miércoles Santo

La Archicofradía de la Sangre es la única de la Semana Santa murciana, junto a la Cofradía de la Caridad desde el 2013, que organiza dos procesiones distintas, la de la Sangre en la tarde-noche del Miércoles Santo y la de la Soledad del Calvario en la tarde-noche del Jueves Santo.
La primera de ellas es colorista y hunde sus raíces en los siglos, realizándose en la tarde-noche del Miércoles Santo desde 1689. En ella se pueden ver las tradicionales indumentarias huertanas de nazareno en sus estantes (portadores de los tronos o pasos), con los capuces en forma de haba, las túnicas cortas y las medias bordadas. Estantes, penitentes y mayordomos reparten durante la misma caramelos a quienes asisten a la procesión. También es posible escuchar los sonidos ancestrales de la Semana Santa murciana, como la llamada burla, compuesta por los tambores sordos y los carros-bocina.
En 1980 la archicofradía configuró otra procesión, la llamada entonces del Retorno del Calvario, hoy de la Soledad del Calvario, cortejo de luto en donde los nazarenos cambian su color tradicional por el negro. En sus orígenes estuvo desfilando en la madrugada del Viernes al Sábado Santo, siendo la primera procesión que desfiló en esa jornada en la Semana Santa de Murcia, pues la procesión del Yacente no comenzó a salir hasta 1987. En el 2005 cambió de día, en concreto a la madrugada del Jueves al Viernes Santo, pasando en el 2011 a realizar su cortejo en la tarde del Jueves Santo. La procesión de la Soledad del Calvario es de estilo de silencio; puesto que no se reparten caramelos ni otro tipo de regalos y los estantes no llevan la túnica huertana (llevan túnica larga y sandalias en vez de túnica corta, medias y esparteñas).

## Patrimonio
Aun cuando la destrucción de iglesias y patrimonio religioso de 1936, al comienzo de la guerra civil española, afectó a esta Cofradía, pudo salvar parte de sus imágenes y grupos, entre ellos el de su Titular, el Cristo de la Sangre, una obra de Nicolás de Bussy que pese a los destrozos pudo ser recuperado por la intervención de los escultores José Sánchez Lozano y Juan González Moreno.
Procesiona los siguientes grupos e imágenes, por orden de salida en procesión:
Pasos del Miércoles Santo
- San Vicente Ferrer. Ramón Cuenca Santo (2011). Paso que preside la Hermandad Infantil y que rinde homenaje a las predicaciones en la ciudad del santo valenciano, suceso que motivó la fundación de la archicofradía en 1411. Utiliza el antiguo trono del Cristo de la Sangre, realizado en 1942 por Gómez Sandoval.
- Conversión de la Samaritana. Roque López (1799). Una de las mejores obras del discípulo predilecto de Salzillo, reparado por Sánchez Lozano tras la guerra. El trono fue realizado por Andrés Pujante en 1942, de estilo isabelino con suntuosos candelabros, siendo el trono más ancho de la Semana Santa de Murcia.[3]
- Jesús en Casa de Lázaro. José Hernández Navarro (1985). Sustituye al paso homónimo (aunque el anterior representaba a Jesús en casa de María y Marta) realizado por Francisco Sánchez Araciel en 1910 y que fue destruido por los conflictos de 1936.
- El Lavatorio. Juan González Moreno (1952). Sustituye a otro homónimo de Juan Dorado Brisa esculpido en 1904 y que pereció en la Guerra Civil, y que a su vez sustituía a otro anterior de Santiago Baglietto de 1846. El conjunto de González Moreno constituye una de sus obras maestras y es uno de los pasos más pesados de la Semana Santa de Murcia.
- La Negación de San Pedro. Cristo de José Hernández Navarro (2017), sustituye uno anterior de Gregorio Molera (1945) que sustituyó a su vez al original de Bussy tras la Guerra Civil. Del paso primitivo todavía se conserva la imagen de San Pedro (1689) así como el nimbo del siglo XVIII y la túnica del XIX que llevaba el antiguo cristo. El trono fue realizado en 1945 por Gómez Sandoval en estilo neogótico. Popularmente se le conocía como el paso "del Gallo".Paso de las Hijas de Jerusalén de la procesión del Miércoles Santo.

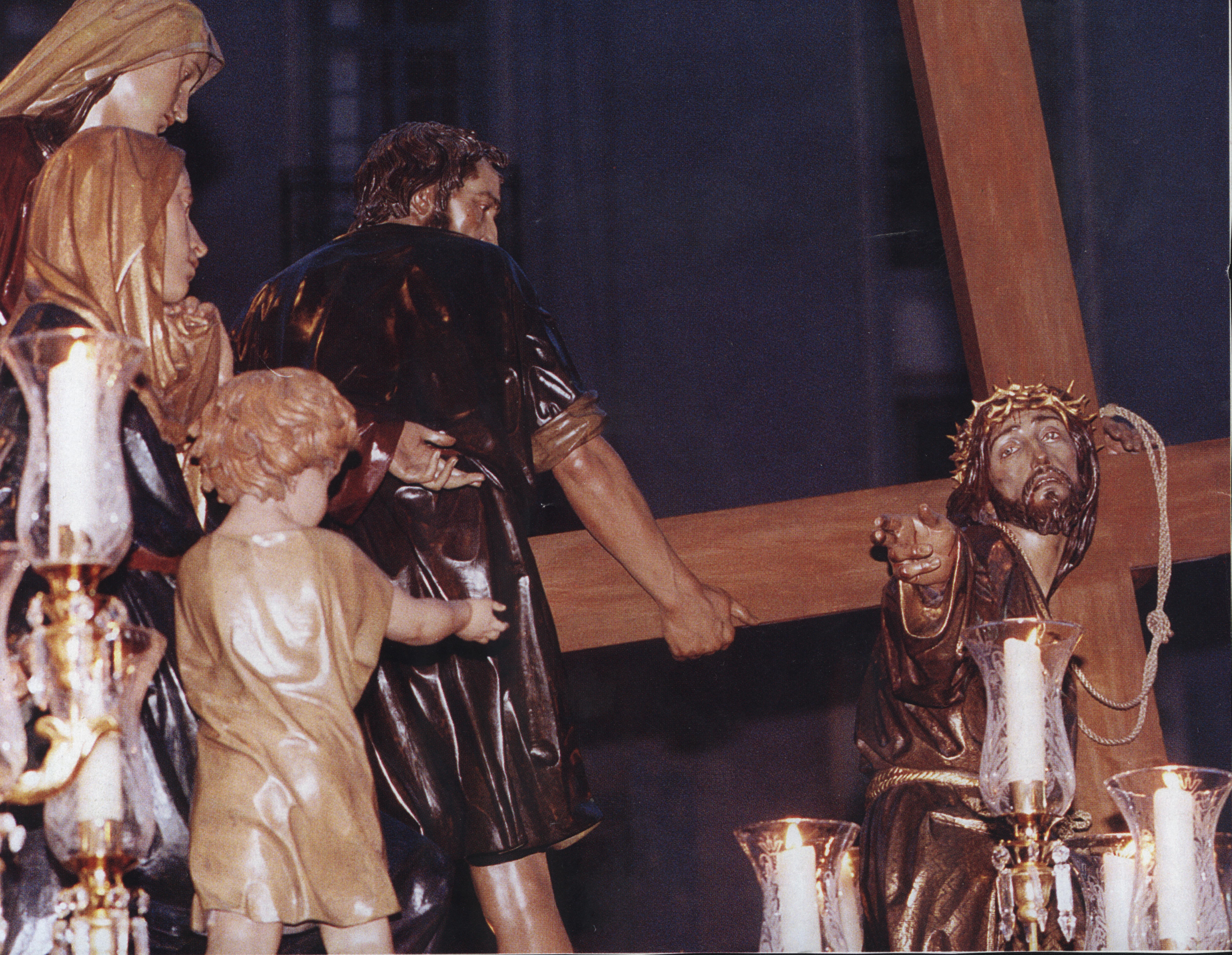
Paso de las Hijas de Jerusalén de la procesión del Miércoles Santo.

- El  Pretorio. Ecce Homo de Nicolás de Bussy (1695) y Pilatos y "El Berrugo" de José Sánchez Lozano (1945). Los soldados romanos de Gregorio Molera (1948) fueron sustituidos en el 2011 por uno de Ramón Cuenca Santo que recrea el primitivo de Bussy perdido en la Guerra Civil. El popular paso del "Berrugo" es uno de los símbolos de la procesión de los Coloraos.
- Las Hijas de Jerusalén. Juan González Moreno (1956). Sustituye a otro de igual nombre, realizado por Santiago Baglietto en 1848, que se destruyó en la Guerra Civil. El trono fue realizado por Luis Vidal, bajo dirección y diseño del propio González Moreno.
- Santísimo Cristo de las Penas. José Hernández Navarro (1986). El grupo actual sustituye a otro anterior de Antonio García Mengual de 1980, que es cuando se creó esta Hermandad, en honor al titular que tuvo la cofradía hasta 1693.
- Sagrada Lanzada. Cristo (2022) y Longinos a caballo (2025), de Antonio Bernal Redondo. Primer paso procesional en Murcia del imaginero cordobés.
- San Juan Evangelista. Juan Dorado Brisa (1905). Única obra procesional que se conserva en Murcia del escultor valenciano. Sustituyó a otro San Juan realizado por Baglietto en 1848.
- Santísima Virgen Dolorosa. Roque López (1787). Conocida como la Dolorosa de los Ruiz-Funes, familia que encargó la obra al escultor murciano, imagen que históricamente era trasladada el domingo de Ramos desde la iglesia de Santo Domingo al Carmen. Va sobre uno de los tronos más antiguos de la Semana Santa de Murcia, realizado por José Jiménez Arróniz y dorado por Riera en 1892.[4]
- Santísimo Cristo de la Sangre. Titular de la archicofradía. Nicolás de Bussy (1693). Imagen alegórica del lagar místico de la sangre de Cristo. Obra cumbre de Bussy que pudo salvarse de los destrozos de la guerra gracias a la intervención de los escultores Sánchez Lozano y González Moreno. Su trono fue estrenado en 2011 con motivo del VI centenario de la cofradía, realizado en los talleres sevillanos de Caballero Farfán. Los nazarenos estantes del titular no entregan caramelos.

Pasos del Jueves Santo

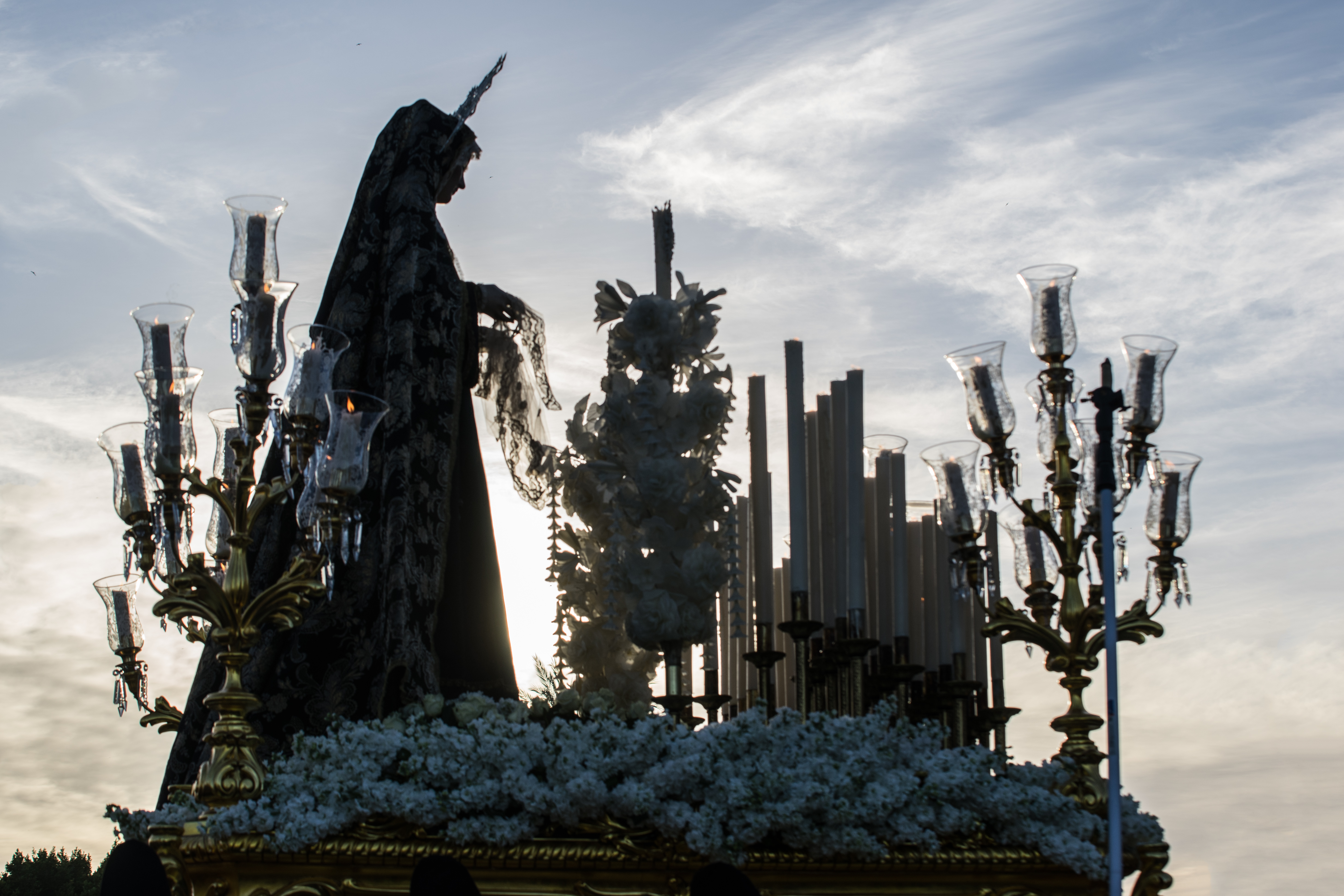
Paso de la Santísima Virgen de la Soledad. Procesión de la Soledad del Calvario. Jueves Santo.

- Jesús de la Redención. Antonio Jesús Yuste Navarro (2017). Imagen que representa a Jesús en actitud de abrazar la cruz.
- Santísimo Cristo del Amor en la Conversión del Buen Ladrón. Jesús, Dimas y Gestas (2011) y Magdalena (2016), de José Hernández Navarro. Grupo escultórico realizado por el VI centenario de la archicofradía y que incorpora esta escena pasional por primera vez en la Semanan Santa murciana.
- Santísima Virgen de la Soledad del Calvario. Antonio Campillo (1985). Única imagen procesional de dicho autor en la Semana Santa murciana. Con ella la archicofradía recuperó el culto mariano que tuvo hasta la llegada de la Dolorosa de Roque López.

## Símbolos
El titular de Los Coloraos, el Santísimo Cristo de la Sangre, no es un crucificado al uso, sino una imagen simbólica que representa a Jesús crucificado pisando la uva del lagar místico, mientras un angelito recoge en un cáliz la sangre que brota de la herida del costado. 
La composición original planteada por Bussy incluía cuatro angelotes más, que recogían otros tantos chorros de sangre (representados por telas rojas) del resto de llagas (las dos de las manos y las de los pies, conformando las cinco llagas de Cristo), pero en 1899, la realización de un nuevo trono para la imagen titular obra de José Martínez supuso la eliminación de dichos ángeles y sus respectivos chorros de sangre, quedando sólo la representación de la llaga del costado, tal y como se encuentra hoy día
El color representativo de la archicofradía es, como se puede deducir de su apodo popular, el rojo. Su escudo está compuesto por las cinco llagas de Cristo en color rojo, sobre un fondo de armiño y rematado por la corona real de España.

## Otros datos de interés

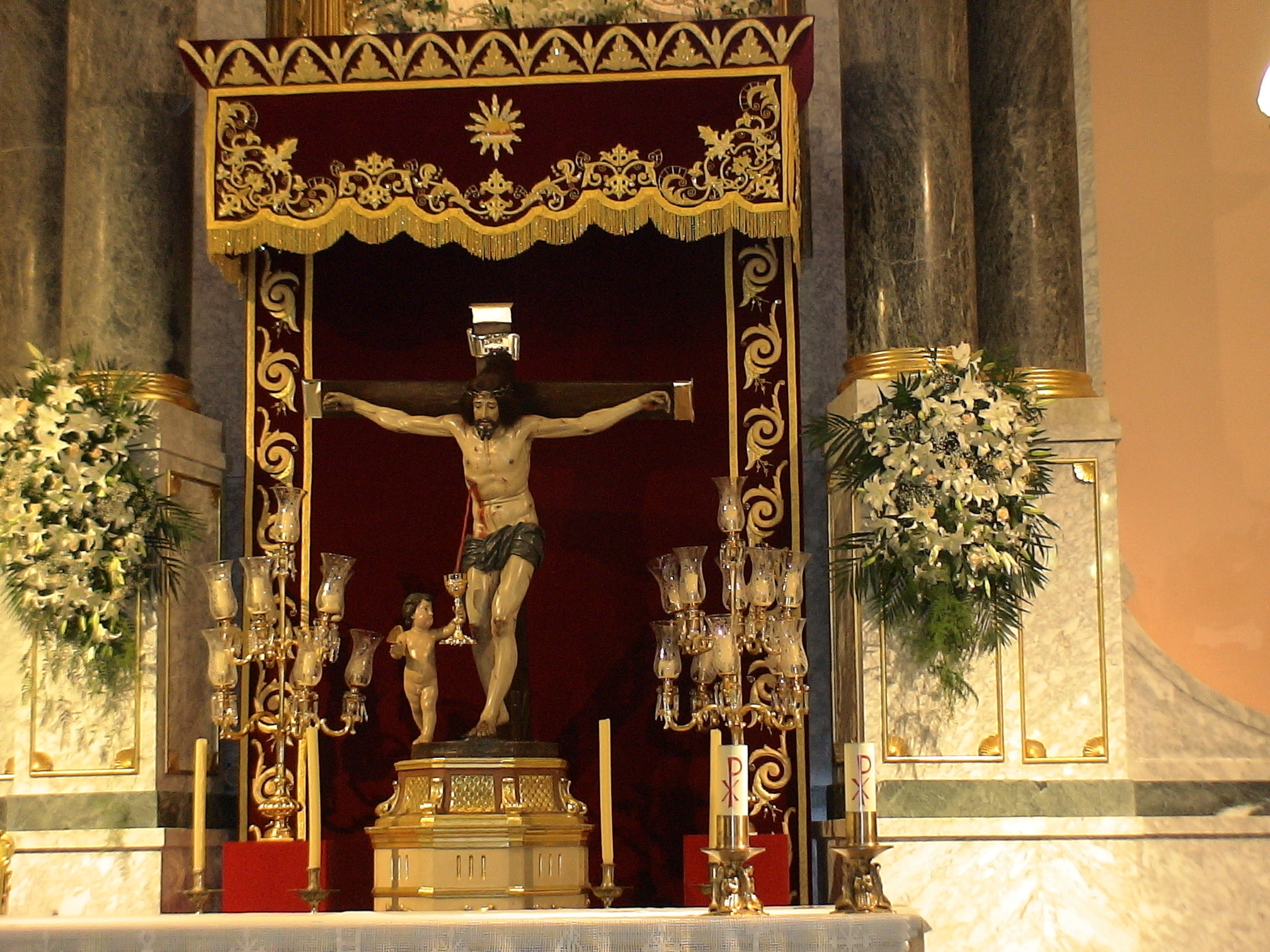
Cristo de la Sangre durante su solemne quinario

Los cultos principales de la archicofradía tienen lugar en cuaresma y se centran en el quinario al Santísimo Cristo de la Sangre que se inicia el Miércoles de Ceniza.
Cuenta con capilla propia en la que era antigua portería del convento del Carmen, en donde recibe culto la imagen titular. El resto de composiciones escultóricas de la archicofradía se exponen en su museo, situado en el cercano edificio del antiguo colegio del Carmen.